# 赫氏沼海鯰
赫氏沼海鯰（學名：Sciades herzbergii）為輻鰭魚綱鯰形目海鯰科的其中一種，分布於南美洲哥倫比亞至巴西大西洋岸淡水、半鹹水水域，體長可達94.2公分，棲息在水質混濁的底層水域，屬肉食性，雄魚會以口孵卵，可做為食用魚。

## 擴展閱讀
維基物種上的相關：赫氏沼海鯰